# آسیاب محمد علیشاه
آسیاب محمد علیشاه مربوط به دوره قاجار است و در شهرستان استهبان، بخش مرکزی، شمال شهر ایج، داخل تنگه گل آقا، منطقه باغهای بنو واقع شده و این اثر در تاریخ ۲۷ بهمن ۱۳۸۷ با شمارهٔ ثبت ۲۴۷۲۷ به‌عنوان یکی از آثار ملی ایران به ثبت رسیده است.